# 1 Utama
Koordinaten: 3° 8′ 53,3″ N, 101° 36′ 57″ O

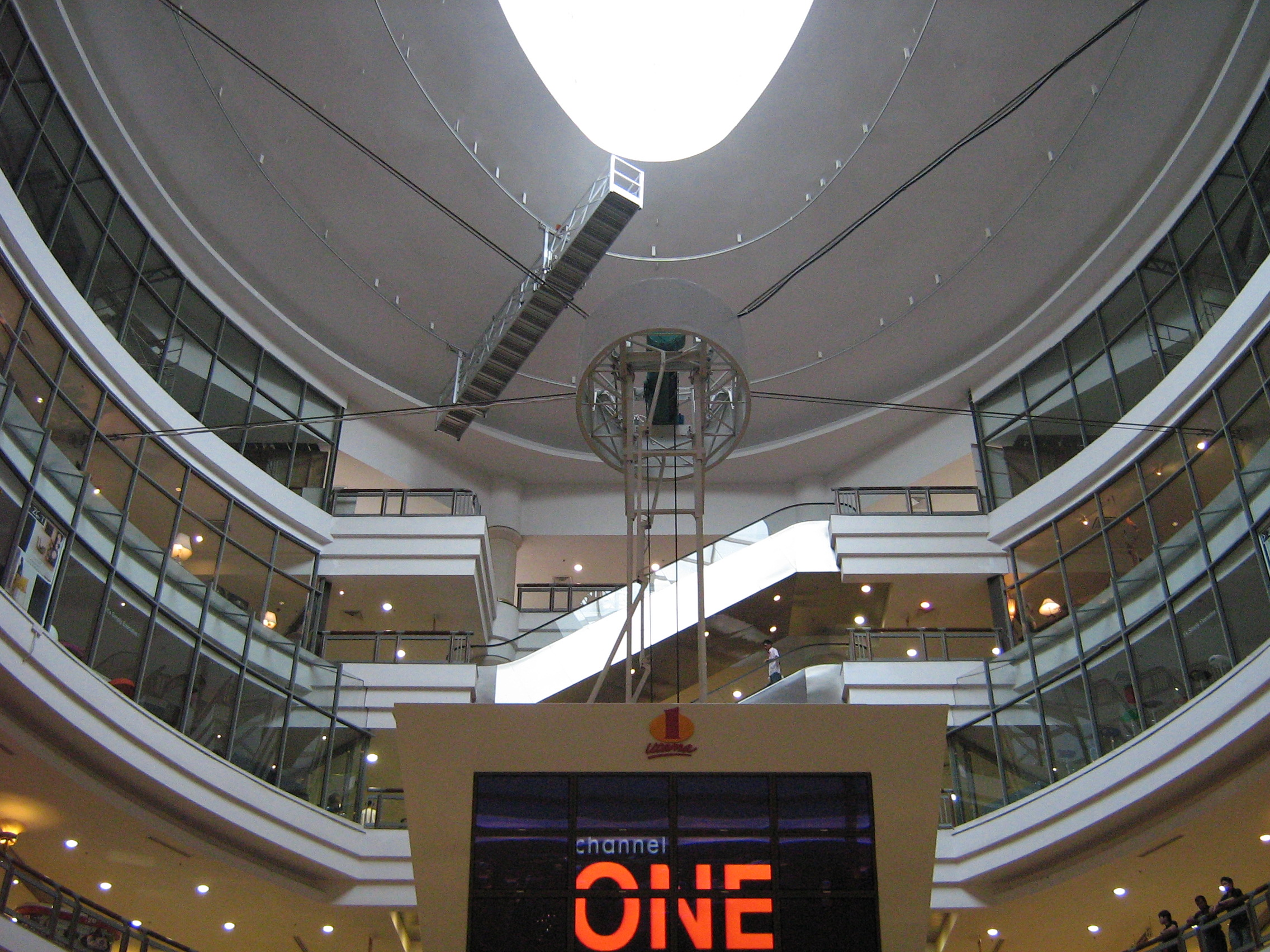
„Oval“ Atrium im Erweiterungsgebäude

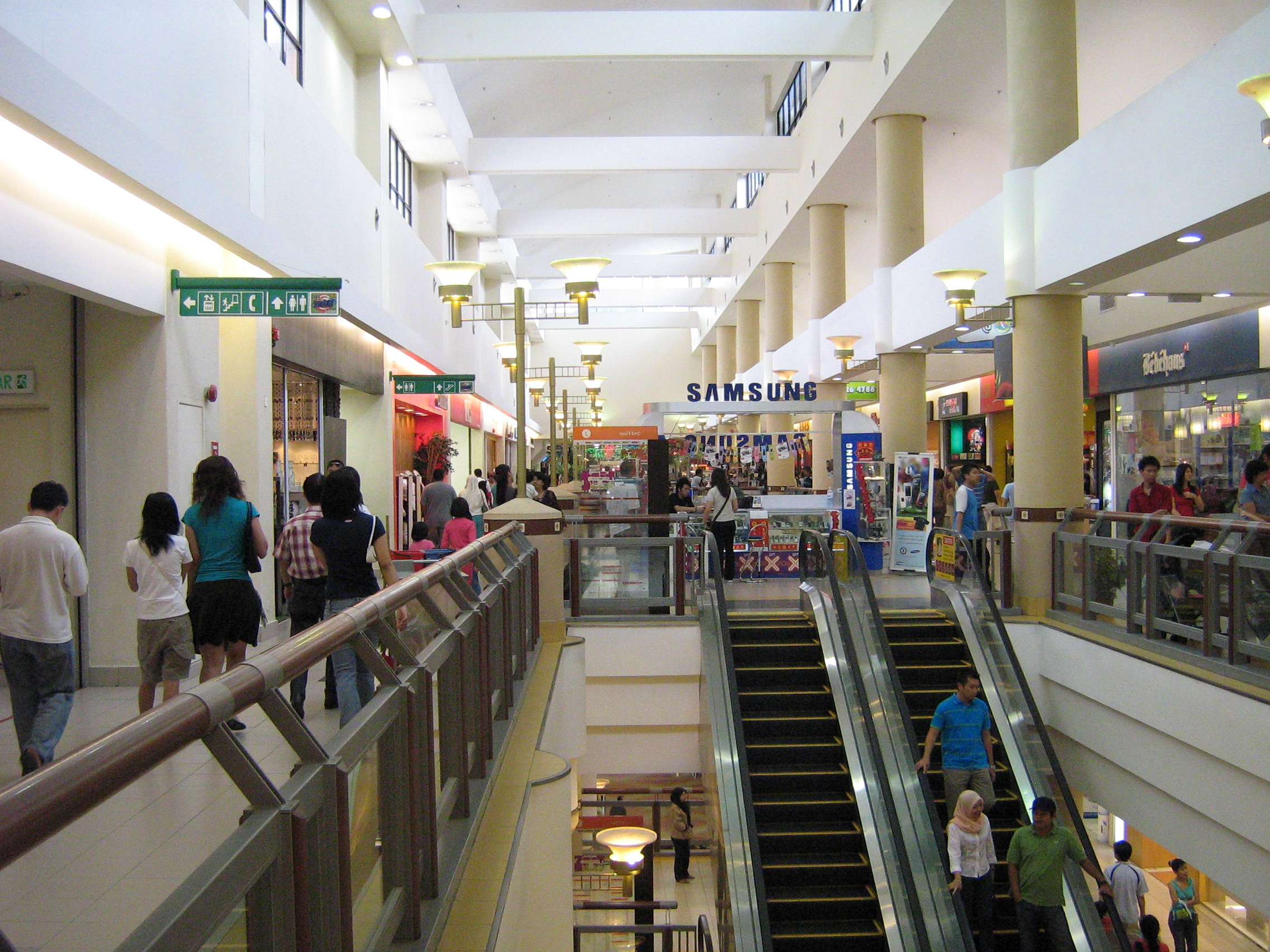
„Promenade“

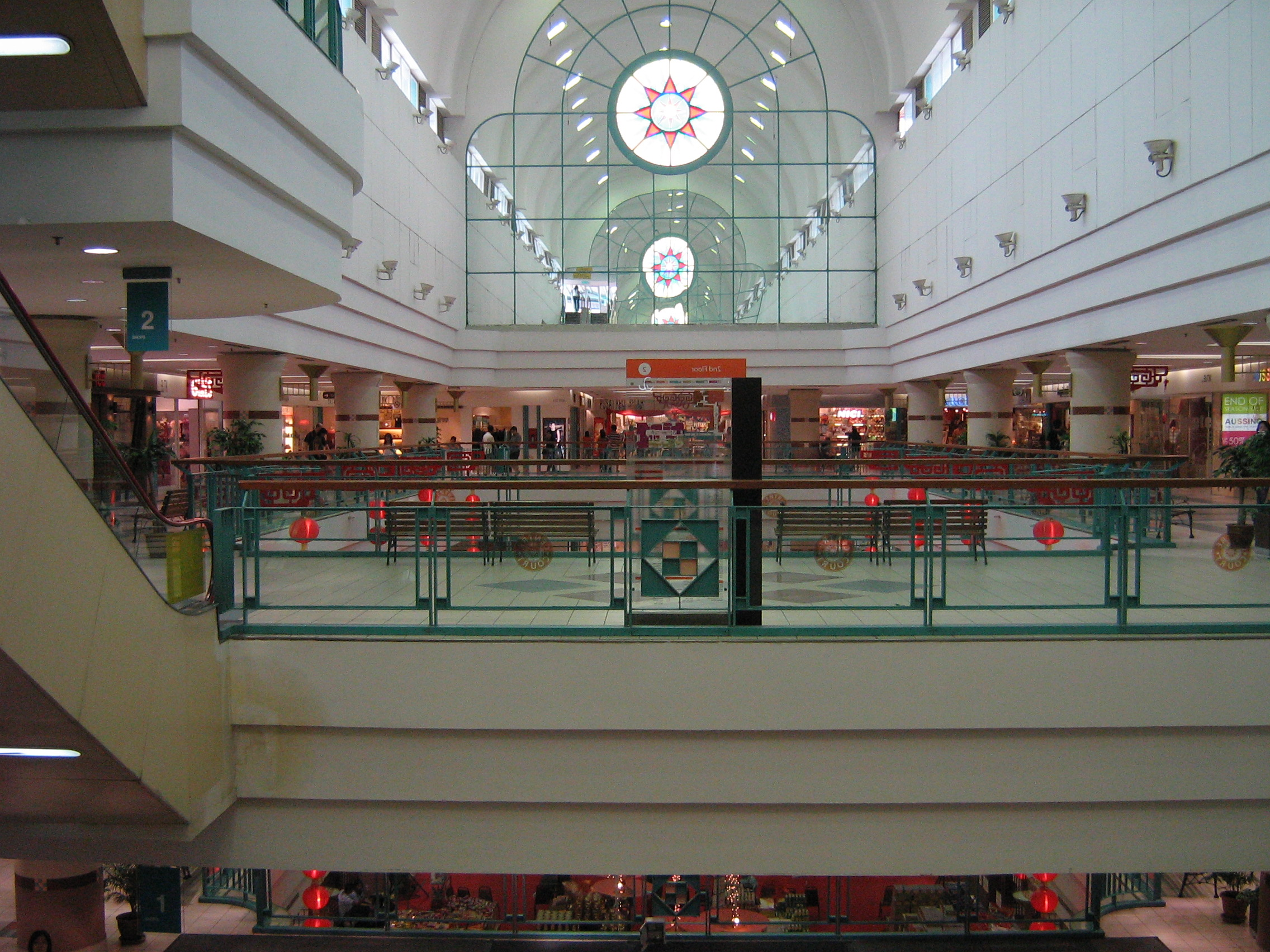
„Center Court“ Atrium im „alten“ Teil

1 Utama ist ein Einkaufszentrum im Vorort Bandar Utama der malaysischen Stadt Petaling Jaya. Es wird von der Bandar Utama City Centre Sdn Bhd betrieben und kontinuierlich erweitert.
Auf sechs Hauptebenen stehen über 400.000 m² Verkaufsfläche zur Verfügung.
Jeden Werktag werden laut Betreiber 60.000 bis 90.000 und an Wochenenden sogar 120.000 Besucher in 1 Utama gezählt. Die Verkaufsflächen sind mit 98 % höher belegt, als die der größten Konkurrenz in der Nähe, dem Einkaufszentrum Centrepoint. Die neueste Erweiterung, bekannt unter dem Begriff „New Wing“, wurde im Dezember 2003 eröffnet, aber erst am 2. April 2004 offiziell vom Sultan des Bundesstaates Selangor eingeweiht.
In derselben Stadtregion befinden sich mittlerweile mehrere weitere Malls, die den Erfolg von 1 Utama und Centrepoint kopieren möchten. So z. B. The Curve, Ikea und Cathay Cineleisure.
1 Utama, häufig auch inoffiziell One Utama geschrieben, ist eine der bekanntesten Shopping Malls in Malaysia und wurde auf den Retail World Excellence Awards 2006/07 mit dem Titel „Shopping Complex of the Year“ ausgezeichnet. Auch mehrere malaysische Auszeichnungen kann 1 Utama vorweisen.
Das U-förmige Gebäude ist in Sektionen aufgeteilt, welche jeweils Namen bekamen. Dies soll der Orientierung dienen, die nach mehreren Erweiterungen immer mehr verloren ging. Diese Sektionen beherbergen außerdem spezielle Branchen des Einkaufszentrum, wie z. B. der Teil High Street vor allem Modegeschäfte noblerer Klasse anbietet. Weiterhin gibt es die Abschnitte Rainforest, Entertainment Zone, Oval (Atrium der neuesten Gebäudeerweiterung), Courtyard mit einer Bandbreite an Gastronomieeinrichtungen, Center Court (Atrium des „alten“ Gebäudeteils) und Promenade (Verbindungsgebäude über einer Straße, um die Erweiterung mit dem alten Teil zu verbinden).
In den beiden Atrien finden fast täglich Vorführungen oder Ausstellungen statt, um Besucher anzulocken. Unter den über 600 Geschäften befinden sich auch zwei Kinos, eines davon mit zehn Sälen.
Ein Fünf-Sterne-Hotel mit 428 Zimmern, namens „One Hotel“ soll Mitte 2007 eröffnet werden.
Ein Busbahnhof befindet sich in der Nähe der Mall und bietet Verbindungen in wichtige Städte in der Umgebung und sogar einen kostenpflichtigen Shuttleservice, nach Cyberjaya (RM 3). Ein kostenloser Shuttleservice wird, zwischen Mont'Kiara und 1 Utama sowie zwischen Bandar Sunway/Subang Jaya und 1 Utama, angeboten.